# Karelská autonomní sovětská socialistická republika
Karelská autonomní sovětská socialistická republika (zkratka: KASSR) (karelsky: Karjalan autonominen sosialistinen neuvostotasavalta, rusky: Карельская Автономная Советская Социалистическая Республика) byla v letech 1923–1940 a 1956–1991 autonomní republikou Ruské sovětské federativní socialistické republiky (RSFSR) v rámci SSSR. Hlavním městem byl Petrozavodsk.
V letech 1940–1956 byla transformována na samostatnou 16. svazovou Karelo-finskou SSR. V roce 1991 byl název zkrácen na Karelská republika a stala se součástí pozdější Ruské federace.

## Historie

Území KASSR před sovětsko-finskou válkou

Území KASSR po sovětsko-finské válce

8. června 1920 vznikla Karelská pracovní komuna s administrativním centrem v Petrozavodsku jako autonomní území RSFSR. 25. července 1923 byla komuna reorganizována na Karelskou autonomní sovětskou socialistickou republiku. Po ukončení sovětsko-finské války v březnu 1940 byla k republice přičleněna dobytá finská území a 31. března toho roku byl změněn statut KASSR na svazovou republiku Sovětského svazu – Karelo-finskou sovětskou socialistickou republiku. Podle některých historiků se jednalo o první krok k anexi Finska, obdobně totiž bylo využito Moldavské ASSR k zabrání Besarábie. Po změně politického klimatu po smrti J. V. Stalina se Karelo-finské SSR roku 1956 navrátil statut autonomní sovětské socialistické republiky, z jejíhož názvu bylo opět vypuštěno slovo „finská“. V roce 1991 se změnil název na Republika Karélie, která je dnes subjektem Ruské federace.

## Obyvatelstvo
Počet obyvatel KASSR v průběhu její existence značně vzrostl (1926 - 275 000; 1989 - 780 000). Největší národnostní skupinou byli po celou dobu existence státu Rusové (1926 - 57%; 1989 - 76%). Ugrofinské karelské obyvatelstvo tvořilo pouze menšinu (1926 - 37%; 1989 - 10%). Na území republiky průběžně během sovětské éry přicházeli příslušníci různých národů SSSR, z nichž nejvýznamnější skupinu vytvořili Bělorusové (1989 - 7%) a Ukrajinci (1989 - 3%). Podíl občanů finské národnosti se pohyboval v průběhu existence KASSR mezi dvěma až čtyřmi procenty.